# Медиана графа
Медиана — вершина графа, у которой сумма кратчайших расстояний от неё до вершин графа минимальная возможная.
Пусть необходимо выбрать место для размещения телефонного коммутатора, электроподстанции, баз снабжения в сети дорог или отдела сортировки в почтовой связи. Во всех этих задачах о размещении пункта обслуживания требуется так расположить этот пункт, чтобы сумма кратчайших расстояний от этого пункта до вершин графа была минимально возможной. Оптимальное в указанном смысле место расположения пункта называется медианой графа.

## Задача о p-медиане
Задача о нахождении p-медианы данного графа {\displaystyle G} — это задача о размещении заданного числа (скажем, p) пунктов обслуживания, при которых сумма кратчайших расстояний от вершин графа {\displaystyle G} до ближайших пунктов принимает минимально возможное значение.

## p-медиана графа
Обобщим понятие медианы, определив p-медиану.
Пусть {\displaystyle X_{p}} — подмножество множества вершин X ориентированного графа {\displaystyle G=(X,\Gamma )}, и положим, что {\displaystyle X_{p}} содержит p вершин. Переопределим следующие обозначения:
{\displaystyle d(X_{p},x_{j})=min[d(x_{i},x_{j})]}
{\displaystyle d(x_{j},X_{p})=min[d(x_{j},x_{i})]}, где минимум ищется по всем {\displaystyle x_{i}\in X_{P}}.
Если {\displaystyle x_{i}^{1}} — вершина из {\displaystyle X_{p}}, на которой достигается минимум в предыдущих формулах, то говорят, что вершина {\displaystyle x_{j}} прикреплена {\displaystyle x_{i}^{1}}.
Передаточные же числа множества вершин {\displaystyle X_{p}} определяются аналогично передаточным числам одиночной вершины:
{\displaystyle \sigma _{o}(x_{i})=\sum v_{j}d(X_{p},x_{j})} — внешнее передаточное число,
{\displaystyle \sigma _{t}(x_{i})=\sum v_{j}d(x_{j},X_{p})} — внутреннее передаточное число.
Множество же {\displaystyle X_{o}^{*}}, для которого {\displaystyle \sigma _{o}(X_{o}^{*})=min[\sigma _{o}(x_{i})]} (минимум ищется по всем {\displaystyle X_{p}\subseteq X)}, называется внешней p-медианой графа {\displaystyle G}, аналогично определяется внутренняя p-медиана.

## Абсолютная p-медиана
Для упрощения задачи будем далее рассматривать неориентированный граф G. Тогда индексы «t» и «o» будут отсутствовать, так как внешние и внутренние передаточные числа будут совпадать. Точку графа (вершина или точка дуги), для которой передаточное число будет принимать наименьшее значение, будем называть абсолютной медианой графа G.